# Voces a mi alrededor
Voces a mi alrededor es el nombre del quinto álbum de estudio grabado por el cantautor italo-venezolano Franco De Vita. Fue lanzado al mercado bajo el sello discográfico Sony Latin el 16 de noviembre de 1993. El álbum contiene 11 canciones, entre las cuales destacan temas como: ''Cálido y frío'', ''Mi amigo Sebastián'', ''Y te pienso'' y ''Los hijos de la oscuridad''. El álbum logró vender más de 500.000 copias.

## Información del álbum
Voces a mi alrededor se convierte en el quinto álbum de Franco De Vita. El álbum contiene temas de carácter social como ''Los hijos de la oscuridad'' y ''Mi amigo Sebastián'', pero sin dejar los temas románticos como ''Cálido y frío'' o ''Y te pienso''.

## Lista de canciones
Todas las canciones escritas y compuestas por Franco De Vita. 
| Voces a mi alrededor |                             |                |          |  |
| N.º                  | Título                      | Escritor(es)   | Duración |  |
| 1.                   | «Qué no muera la esperanza» | Franco De Vita | 4:59     |  |
| 2.                   | «Mi amigo Sebastián»        | Franco De Vita | 3:56     |  |
| 3.                   | «Y te pienso»               | Franco De Vita | 4:17     |  |
| 4.                   | «Cálido y frío» (Acústico)  | Franco De Vita | 4:58     |  |
| 5.                   | «Con un poco de ti»         | Franco De Vita | 4:08     |  |
| 6.                   | «Voces a mi alrededor»      | Franco De Vita | 5:13     |  |
| 7.                   | «Cálido y frío» (Pop)       | Franco De Vita | 4:38     |  |
| 8.                   | «Sin tanto espacio»         | Franco De Vita | 4:58     |  |
| 9.                   | «La misma persona»          | Franco De Vita | 4:07     |  |
| 10.                  | «Los hijos de la oscuridad» | Franco De Vita | 4:18     |  |
| 11.                  | «Otoño»                     | Franco De Vita | 5:05     |  |
| 50:38                |                             |                |          |  |